# 弓斑肥螈
弓斑肥螈（学名：Pachytriton archospotus）也称桂东肥螈，一种分布于中国南方地区的两栖动物，隶属于蝾螈科肥螈属。模式产地为中国湖南省桂东县齐云山。

## 形态特征
弓斑肥螈体型肥壮，雄性全长144～185毫米，雌性全长161～211毫米。头部肥厚，头长大于头宽。体背面颜色多样，通常为棕黑色或淡灰棕色，体表满布黑色小圆斑；腹面橘黄色、橘红色或棕黄色等，有不规则灰棕色斑块，斑的边缘常镶有浅紫蓝色边。